# Lac Berryessa
Le lac Berryessa est le plus grand lac du comté de Napa (Californie), une partie chevauchant également le comté de Yolo. 
Son volume est estimé à 1 973 582 400 mètres cubes (1,974 km3).

## Histoire

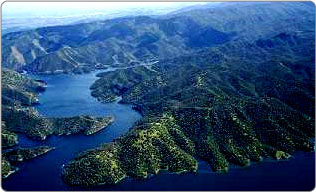
Vue aérienne de la Quail ridge reserve.

Il a été formé artificiellement par le barrage Monticello pour alimenter en eau et hydroélectricité le nord de la baie de San Francisco.

Avant son inondation, la vallée Beryessa était une région agricole dont les terres étaient considérées comme les plus fertiles du pays. 

La ville principale de la vallée, Monticello, fut abandonnée pour permettre la construction du réservoir. Les photographes Dorothea Lange et Pirkle Jones documentèrent à cette occasion l'exil de ses habitants pour le magazine Life. 
La construction du barrage de Monticello commença en 1953, et le lac se remplit en 1963, créant alors le deuxième lac artificiel le plus important en Californie après le lac Shasta. 
Les bords du lac Berryessa furent le théâtre d'un des meurtres attribués au tueur du Zodiaque qui terrorisa la région de San Francisco à la fin des années 1960 et au début des années 1970.

## Particularité

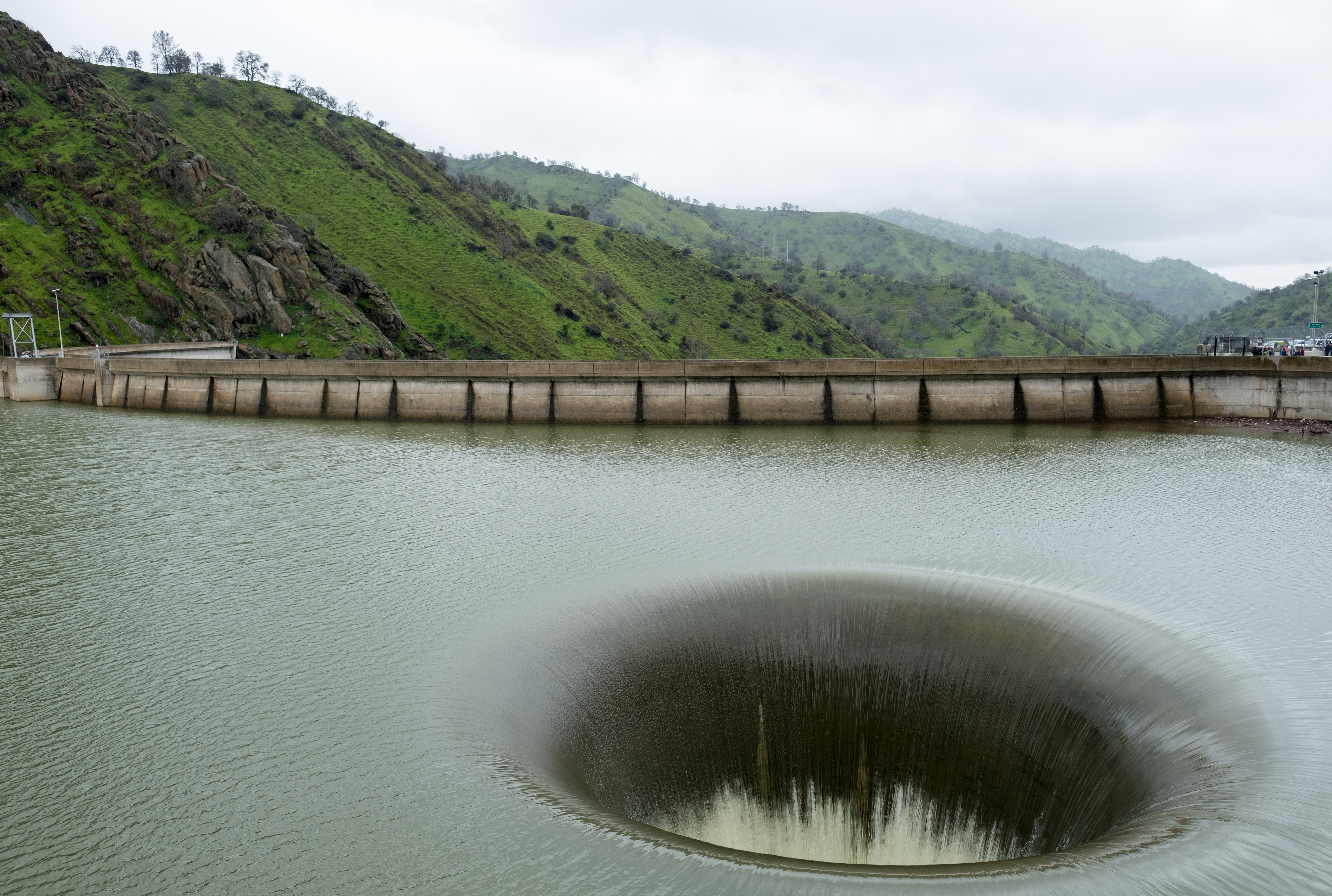
Le déversoir en action le 19 février 2017.

À proximité du barrage sur le bord sud est du lac, se trouve un déversoir en forme d'entonnoir nommé « Glory Hole » (trou de la gloire). La chute d'évacuation est de plus de 60 mètres et le diamètre en bas de l'entonnoir est de 8,50 mètres. La capacité d'évacuation est de 1 360 m3 s−1. Il est relativement rare que cette évacuation serve : en mars 2019, en 2017, en 2006.
En 1997, une femme a trouvé la mort dans cet entonnoir.